# محمد الجموسي
محمد الجموسي هو فنان وملحن تونسي ولد يوم 12 جويلية 1910 في مدينة صفاقس وتوفي يوم 3 جانفي 1982 في صفاقس. حفظ القرآن الكريم، وتعلم أصول الترتيل وانقطع عن الدراسة مؤثرا الموسيقى والغناء.
يعتبر الجموسي من رواد الموسيقى التونسية واشتهر بتلحين وأداء كثير من الأغاني التي لا تزال متداولة إلى اليوم مثل (ريحة البلاد) و (تمشي بالسلامة) و (معلوم معلوم) و (يا ريت الناس وخيان) أي أخوة و (في الشط ما أحلى خطوتها) وهي أول أغنية سجلها في العاصمة الفرنسية باريس. كما أن له مشاركات في بطولة أعمال سينمائية مصرية وفرنسية وإيطالية. فشارك الممثل المصري يوسف وهبي في بداية الستينات مثل (ظلمت روحي) و (بنت الهوى) و (ناهد) إلى جانب إنجازه لأعمال أوبرالية في فترة إقامته بالجزائر منها أوبريت «فاطمة وحمادة». بثت أعماله الفنية في عديد الإذاعات العالمية بلندن وباريس وموسكو والقاهرة. فصدرت له مجموعة شعرية بعنوان «النهار والليل».ولد رجل الفن والثقافة والإبداع محمد بن محمد الجموسي بصفاقس يوم 12 جويلية 1910 في عائلة محافظة وميسورة الحال. كان والده يملك مصنعاً للآلات الفلاحية والمحاريث التي عرفت بإسمه “محراث الجموسي”. ذاع صيتها بفضل التعديلات والتحسينات التي أدخلها عليها وجعلتها تتلائم مع طبيعة الأرض في المدينة. إلى أن تمت دعوته للمشاركة في معرض فلاحي بفرنسا.
تلقى محمد الجموسي الابن تربيةً تقليديةً على النمط الصفاقسي العريق بالتركيز على التعليم وايلائه المكانة الأساسية مع الحرص على إدماجهم في إحدى الصنائع وتشريكهم في الحياة المهنية من تجارة أو فلاحة عائلية.
دخل الكتاب وحفظ القرآن الكريم وتعلم الأناشيد الدينية والصوفية على يد الشيخ الكراي. إلتحق بعدها بالمدرسة الابتدائية مركز كمون بصفاقس وتحصل على شهادة الابتدائية سنة 1926.
ثم تابع الدراسة في معهد إميل لوباي (معهد 9 أفريل حالياً أمام مستشفى شارل نيكول) في باب العلوج بتونس العاصمة. وتحصل على شهادة في الرسم التقني والميكانيك والتصوير الفني.
هام الجموسي في هذه الفترة من نشأته بالمدرسة الرومانسية الفرنسية وبأشعار الشاعر ألفريد دي موساي حتى صار حلمه زيارة قبره من فرط حبه له وتأثيره عليه.
'خوّلت له شهادته الالتحاق بالشركة الوطنية للسكك الحديدية كمصور صناعي. إلا أن شغفه للفن جعله يقرر التفريط في عمله والتفرغ للموسيقى. ولما علم والده الرافض لشغل الفن، دعاه إلى العودة إلى صفاقس وشغّله في مصنعه ابتداءً من سنة 1934. إنضم خلال هذه الفترة إلى جمعية النجم التمثيلي التي تأسست سنة 1933. عرفه الجمهور كممثل ومطرب في مسرحيات غنائيات منها “عبد الرحمن الناصر” و “أميرة الأندلس”. وفي إطار هذه الفرقة ظهرت أولى أغانيه “سيجارتي سيجارتي” التي أداها الفنان الهادي العكروت. ولم ينقطع طوال هذه المدة شغفه بجمع الإسطوانات القادمة من الشرق والاستماع إلا إبداعات محمد عبد الوهاب. إلى أن جمعه القدر ببشير الصرايري ممثل شركة للتسجيلات بتونس الذي أُعجب بصوته واقترح مرافقته إلى باريس لتسجيل إسطوانات غنائية له.سافر الجموسي إلى باريس سنة 1963 حيث سيجد الأرض الخصبة ليفجّر مواهبه الفنية ويتعرف على نخبة من الفنانين العرب عند استقراره بالحي اللاتيني. سجل هناك عدة إسطوانات منها “في الشط ما أحلى خطوتها” لموريس بن عيسى وحوارية مع فتحية خيري. فقرر عندها البقاء في باريس والانشغال الجدي بالعمل الفني وتنويع عمله. فقضى 10 سنوات كاملة بدون انقطاع في التمثيل المسرحي وتسجيل الإسطوانات وقيادة الفرق الموسيقية والتنشيط الإذاعي. شارك سنة 1938 بثلاث أغاني من ألحانه في فيلم “مجنون القيروان” للمخرج لين كرافسي وهو أول فيلم يصور في تونس باللغة العربية. تعامل فيها مع الموسيقار التونسي محمد التريكي. سنة 1946 يعود الجموسي إلى تونس بعد غياب طويل ولحن إلى عدة فنانين على غرار صفية شامية ويشارك في العديد من العروض المسرحية والأعمال التلفزية. ثم دُعي إلى دور البطولة من فيلم “أنشودة مريم” غنّى فيها الجموسي 6 أغنيات من تلحين علي الرياحي وكلمات أحمد توفيق المدني. أخرج الفيلم نوربارت قورنول وتم تصويره في المغرب.''''